# Lombardei-Rundfahrt 1956
Die Lombardei-Rundfahrt 1956 war die 50. Austragung des italienischen Eintagesrennens Lombardei-Rundfahrt.

## Rennverlauf
135 Radrennfahrer waren am Start. Die Strecke war 240 Kilometer lang. Start und Ziel lagen in Mailand. Nach mehreren erfolglosen Ausreißversuchen konnten sich Diego Ronchini und Fausto Coppi am Colle del Ghisallo von der verbliebenen Hauptgruppe lösen. Coppi wollte den 6. Sieg in diesem Rennen erringen. Gemeinsam bauten beide den Vorsprung auf ca. 1 Minute aus. Angeblich bekam Ronchini von seinem damaligen Teamdirektor, De Grandi, die Aufforderung keine Führungstätigkeit mehr zu leisten, da sein Teamkamerad Darrigade mit den Verfolgern aufholte. Coppi versuchte es weiterhin und das Duo wurde 12 Kilometer vor dem Ziel von den Verfolgern gestellt. 18 Fahrer erreichten die Radrennbahn von Mailand gemeinsam und im Zielsprint gewann Darrigade mit wenigen Zentimetern Vorsprung vor Coppi. 69 Fahrer erreichten das Ziel.

## Ergebnis
| Rang | Fahrer            | Team                   | Zeit      |
| ---- | ----------------- | ---------------------- | --------- |
| 1    | André Darrigade   | Bianchi-Pirelli        | 6:14:20 h |
| 2    | Fausto Coppi      | Carpano-Coppi          | gl. Zeit  |
| 3    | Fiorenzo Magni    | Nivea-Fuchs            | gl. Zeit  |
| 4    | Giorgio Albani    | Legnano                | gl. Zeit  |
| 5    | Bruno Monti       | Atala                  | gl. Zeit  |
| 6    | Roger Decock      | Faema                  | gl. Zeit  |
| 7    | Louison Bobet     | L. Bobet-BP-Hutchinson | gl. Zeit  |
| 8    | Diego Ronchini    | Bianchi-Pirelli        | gl. Zeit  |
| 9    | Alfred De Bruyne  | Mercier-Hutchinson-BP  | gl. Zeit  |
| 10   | Aimé Van Avermaet | Bianchi-Pirelli        | gl. Zeit  |